# Межна (присілок)
Ме́жна (рос. Межная) — присілок в Сарапульському районі Удмуртії, Росія. Належить до муніципального утворення Мазунінське сільське поселення.

## Урбаноніми
- вулиці[1] — Берегова, Велика, Горобинова, Зелена, Камська, Ключовська, Лісова, Мала, Південна, Польова, Чапаєва

## Населення
Населення становить 38 осіб (2010, 14 у 2002).
Національний склад (2002):
- росіяни — 100 %